# Sinawe
Sinawe est un groupe de metal de Corée du Sud formé en 1986. 

## Formation

### Membres actuels
- Shin Dae-cheol
- Kang han
- Lee Kyung-han
- Lee Dong-yeob

## Discographie

### Albums
- 1986 - Heavy Metal Sinawe
- 1987 - Down & Up
- 1988 - Freeman
- 1990 - Four
- 1995 - 매맞는 아이
- 1997 - Blue Baby
- 1999 - Psychodelos
- 2001 - Cheerleading Fan - Sinawe Vol.8 & English Album
- 2006 - Reason of Dead Bugs

### Mini albums
- 1988 - 두 그림자
- 1996 - Circus
- 2000 - 미니앨범